# Viscount Brentford
Viscount Brentford, of Newick in the County of Sussex, ist ein erblicher britischer Adelstitel in der Peerage of the United Kingdom, benannt nach dem Londoner Stadtteil Brentford.
Familiensitz der Viscounts ist Cousley Place bei Wadhurst, Sussex.

## Verleihung und nachgeordnete Titel
Der Titel wurde im Jahre 1929 dem früheren Innenminister William Joynson-Hicks verliehen. Dieser hatte zuvor mehrere andere Ämter in konservativen Regierungen innegehabt.
Joynson-Hicks war bereits 1919 zum Baronet, of Holmesbury in the County of Surrey, ernannt worden. Seinem jüngeren Sohn Lancelot Joynson-Hicks, der ebenfalls ein konservativer Politiker war, wurde 1956 der Titel Baronet, of Newick in the County of Sussex, verliehen. Zwei Jahre später folgte dieser seinem Bruder in der Viscountswürde nach. Beide Titel werden heute als nachgeordnete Titel vom jeweiligen Viscount geführt.

## Liste der Viscounts Brentford (1929)
- William Joynson-Hicks, 1. Viscount Brentford (1865–1932)
- Richard Cecil Joynson-Hicks, 2. Viscount Brentford (1896–1958)
- Lancelot William Joynson-Hicks, 3. Viscount Brentford (1902–1983)
- Crispin William Joynson-Hicks, 4. Viscount Brentford (* 1933)

Titelerbe (Heir Apparent) ist der Sohn des jetzigen Viscounts, Hon. Paul William Joynson-Hicks (* 1971).